# PIP4K2B
PIP4K2B (англ. Phosphatidylinositol-5-phosphate 4-kinase type 2 beta) – білок, який кодується однойменним геном, розташованим у людей на короткому плечі 17-ї хромосоми. Довжина поліпептидного ланцюга білка становить 416 амінокислот, а молекулярна маса — 47 378.
| 10         |  | 20         |  | 30         |  | 40         |  | 50         |
| ---------- |  | ---------- |  | ---------- |  | ---------- |  | ---------- |
| MSSNCTSTTA |  | VAVAPLSASK |  | TKTKKKHFVC |  | QKVKLFRASE |  | PILSVLMWGV |
| NHTINELSNV |  | PVPVMLMPDD |  | FKAYSKIKVD |  | NHLFNKENLP |  | SRFKFKEYCP |
| MVFRNLRERF |  | GIDDQDYQNS |  | VTRSAPINSD |  | SQGRCGTRFL |  | TTYDRRFVIK |
| TVSSEDVAEM |  | HNILKKYHQF |  | IVECHGNTLL |  | PQFLGMYRLT |  | VDGVETYMVV |
| TRNVFSHRLT |  | VHRKYDLKGS |  | TVAREASDKE |  | KAKDLPTFKD |  | NDFLNEGQKL |
| HVGEESKKNF |  | LEKLKRDVEF |  | LAQLKIMDYS |  | LLVGIHDVDR |  | AEQEEMEVEE |
| RAEDEECEND |  | GVGGNLLCSY |  | GTPPDSPGNL |  | LSFPRFFGPG |  | EFDPSVDVYA |
| MKSHESSPKK |  | EVYFMAIIDI |  | LTPYDTKKKA |  | AHAAKTVKHG |  | AGAEISTVNP |
| EQYSKRFNEF |  | MSNILT     |  |            |  |            |  |            |

A: Аланін

C: Цистеїн

D: Аспарагінова кислота

E: Глутамінова кислота

F: Фенілаланін

G: Гліцин

H: Гістидин

I: Ізолейцин

K: Лізин

L: Лейцин

M: Метіонін

N: Аспарагін

P: Пролін

Q: Глутамін

R: Аргінін

S: Серин

T: Треонін

V: Валін

W: Триптофан

Кодований геном білок за функціями належить до трансфераз, кіназ, фосфопротеїнів. 
Задіяний у таких біологічних процесах, як ацетилювання, альтернативний сплайсинг. 
Білок має сайт для зв'язування з АТФ, нуклеотидами. 
Локалізований у клітинній мембрані, цитоплазмі, ядрі, мембрані, ендоплазматичному ретикулумі.